# Albert Espinosa i Puig
Albert Espinosa i Puig (Barcelona, 5 de novembre de 1973), enginyer industrial de formació, és guionista de teatre, cinema i televisió, actor de teatre, director de teatre i cinema català.
És autor del llibre El món groc i de la novel·la Tot el que podríem haver estat tu i jo si no fóssim tu i jo. Va escriure, dirigir i protagonitzar el film No em demanis que et faci un petó perquè te'l faré. També fou el guionista d'altres pel·lícules com Planta 4a, La teva vida en 65 i Deu ser que ningú és perfecte.
En la seva vessant com a actor, va rebre el premi a actor revelació pel seu paper en la sèrie Abuela de verano. També és director, autor i actor teatral en la seva companyia de teatre, anomenada Pelones, així com columnista d'El Periódico de Catalunya i col·laborador de diversos programes de ràdio.
El gener de 2011 s'inicià l'emissió a TV3 de la sèrie de televisió Polseres vermelles, amb guió d'Albert Espinosa. El juny de 2019, en ocasió de l'entrevista realitzada al programa de TV3 Al cotxe!, explicà amb duresa la seva lluita contra el càncer durant la infantesa, amb sessions de quimioteràpia i radioteràpia que fan que els òrgans fallin abans, fins a tal punt que preveié la data de la seva mort el 23 d'abril de 2023.
El 2023 va debutar com a presentador de televisió amb el programa El camino a casa de La Sexta.

## Llibres publicats
- El món groc (2008): És el primer llibre publicat per Albert Espinosa, eminentment autobiogràfic, on explica com ha viscut al llarg de la seva vida amb el càncer que li diagnosticaren als 13 anys, i que li ha suposat haver de viure sense la cama esquerra, el pulmó esquerre i part del fetge. Segons Espinosa, el llibre va sobre el que va aprendre del càncer i com es pot aplicar a la vida diària. Aquest llibre va inspirar la sèrie Polseres vermelles.[4][5]

- Tot el que podríem haver estat tu i jo si no fóssim tu i jo (2010): va sobre un noi, en Marcos, que acaba de perdre la seva mare, ballarina, i una trucada canvia la seva vida.
- Si tu em dius vine, ho deixo tot... però digue’m vine (2011): va ser el llibre amb més èxit de la diada de Sant Jordi d'aquell any.[6][7]
- Brúixoles que busquen somriures perduts es publicà en català i castellà el 21 de març del 2013.[8] En aquesta obra, Espinosa planteja la idea d’Arxipèlag de sinceritat. Segons el Gremi de Llibreters, la novel·la d'Espinosa Brúixoles que busquen somriures perduts va ser la segona més venuda de la Diada de Sant Jordi del 2013, en la seva traducció al català, i la novena, en l'edició castellana.[9] Al llarg de la tarda d'aquell dia de Sant Jordi, hi va haver certa polèmica al voltant de l'obra d'Espinosa i de la de Pilar Rahola, El carrer de l'Embut, ja que totes dues obres van ser incloses pel Gremi de Llibreters en l'apartat d'obres mediàtiques, categoria que normalment inclou llibres centrats només en l'augment de vendes de Sant Jordi.[10] El protagonista de la novel·la va a veure al seu pare, director de cinema retirat, que a causa d'una malaltia està perdent la memòria.[11] El fet que el seu pare estigui malalt xoca amb la mala relació que ha existit sempre entre tots dos. El protagonista haurà de lluitar amb aquests dos sentiments divergents. Aquesta obra reflexiona sobre la maduresa, les decepcions i les segones oportunitats, en què el protagonista necessita aprendre a perdonar i perdonar-se al llarg d'una trama en la qual ha d'assumir que la veritat és el més important.[12]
- El món blau. Estima el teu caos (2015): A través de cinc personatges, una illa i una recerca incessant per la vida, Espinosa ens torna a fer partícips del seu univers particular, amb una història que es desenvolupa en un món oníric i fantàstic, amb una arrencada contundent i un desenllaç esperançador i ple de llum. Mort, vida, lluita, aventures, emocions... són alguns dels principals ingredients de la nova novel·la d'Albert Espinosa "El món blau. Una història de cinc joves amb malalties terminals que arriben a una illa per morir. Però no hi ha tristesa, els nois i les noies són feliços perquè durant uns dies fan el que realment volien fer. Es rebel·len contra un món que vol ordenar el seu desordre, allò que els fa diferents i extraordinaris. Espinosa assegura que és el més fascinant que ha escrit mai. El protagonista és un jove a qui se li ha donat només un dies de vida. Un inici molt dur per a una narració que, en canvi, parla sobretot de vida, de llibertat i de fugir de les normes.[13]
- Els secrets que mai no t'han explicat (2016): Quan naixem ningú no ens proporciona un manual per aprendre a viure, ni instruccions per ser feliç. I, tanmateix, trobar la felicitat no és pas tan difícil. En realitat, hi ha uns quants secrets per viure en aquest món que potser ningú no s'ha pres mai la molèstia d`’explicar-te. Per això, Albert Espinosa ha volgut compartir amb tu en aquest llibre els seus secrets, aquells que ha anat descobrint al llarg de la vida i fan que se senti viu, els que li han fet servei i tot el que ha après en el transcurs del seu extraordinari recorregut.
- El que et diré quan et torni a veure (2017)
- Finals que mereixen una història (2018)
- El millor d'anar és tornar (2019)
- Quin bé que em fas quan em fas bé (2023): vint-i-dos relats curts.[14]

## Filmografia
- 2001: Jet Lag (sèrie de televisió)
- 2002: Psico express (sèrie de televisió)
- 2003: Planta 4ª
- 2002-2003: El cor de la ciutat (sèrie de televisió)
- 2003: Tempus fugit
- 2005: Abuela de verano (sèrie de televisió)
- 2006: La teva vida en 65'
- 2006: Deu ser que ningú és perfecte
- 2008: No em demanis que et faci un petó perquè te'l faré
- 2010: Herois
- 2010: La sagrada família (sèrie de televisió)
- 2011: Polseres vermelles (sèrie de televisió)

## Obres de teatre
- 2006: Idaho y Utah (nanas para nenes malitos)
- 2009: El fascinant noi que treia la llengua quan feia treballs manuals
- 2013: Els nostres tigres beuen llet

## Guardons
Nominacions
- 2009: Gaudí al millor guió per No em demanis que et faci un petó perquè te'l faré
- 2011: Gaudí al millor guió per Herois